# Stefaan Sintobin
Stefaan Sintobin (Izegem, 16 januari 1960) is een Belgisch politicus voor Vlaams Belang.

## Levensloop
Van 1984 tot 1992 was Sintobin bediende bij Blokker en vervolgens van 1993 tot 1997 bediende bij Spanjersberg. Nadien werkte hij van 1997 tot 2004 als arbeider. 
Bij de Vlaamse verkiezingen van 13 juni 2004 werd hij voor het Vlaams Belang verkozen in de kieskring West-Vlaanderen. Hij zetelt sindsdien in het Vlaams Parlement als Vlaams volksvertegenwoordiger. 
Van 2004 tot 2009 zetelde Sintobin in de commissie Buitenlands Beleid, Europese Aangelegenheden, Internationale Samenwerking en Toerisme en de commissie Leefmilieu en Natuur, Landbouw, Visserij en Plattelandsbeleid en Ruimtelijke Ordening en Onroerend Erfgoed. Daarna was hij van 2009 tot 2014 ondervoorzitter van de commissie Landbouw, Visserij en Plattelandsbeleid, van 2009 tot 2010 vast lid van de commissie Leefmilieu, Natuur, Ruimtelijke Ordening en Onroerend Erfgoed en van 2010 tot 2014 vast lid van de commissie Bestuurszaken, Binnenlands Bestuur, Decreetsevaluatie, Inburgering en Toerisme. Van 2014 tot 2019 zetelde Sintobin vervolgens als toegevoegd lid in de commissies Landbouw, Visserij en Plattelandsbeleid, Buitenlands Beleid, Europese Aangelegenheden, Internationale Samenwerking, Toerisme en Onroerend Erfgoed en Leefmilieu, Natuur, Ruimtelijke Ordening, Energie en Dierenwelzijn. In de legislatuur die volgde, de zittingsperiode 2019-2024, was Sintobin voorzitter van de commissie Welzijn, Volksgezondheid, Gezin en Armoedebestrijding en vast lid van de commissie Landbouw, Visserij en Plattelandsbeleid. In de legislatuur 2024-2029 bleef Sintobin voorzitter van de commissie Welzijn en vast lid van de commissie Landbouw.
Van 2007 tot 2017 zetelde Sintobin in de gemeenteraad van Izegem. Hij verliet zijn gemeente om in Brugge de VB-lijst te trekken bijgemeenteraadsverkiezingen van 2018. Hij raakte verkozen als gemeenteraadslid en werd fractieleider. Bij de lokale verkiezingen van oktober 2024 was hij opnieuw lijsttrekker en werd hij in die hoedanigheid herkozen in de gemeenteraad. 